# A Debreceni VSC 2011–2012-es szezonja
A Debreceni VSC 2011–2012-es szezonja szócikk a Debreceni VSC első számú férfi labdarúgócsapatának egy idényéről szól, mely sorozatban a 19., összességében pedig a 34. idénye a csapatnak a magyar első osztályban. A klub fennállásának ekkor volt a 109. évfordulója.

## Statisztikák
Utolsó elszámolt mérkőzés dátuma: 2012. május 26.

### Mérkőzések
| Lejátszott mérkőzések száma        | 49 (30 OTP Bank Liga, 9 Magyar kupa, 10 Ligakupa)         |
| Győzelmek száma                    | 34 (22 OTP Bank Liga, 6 Magyar kupa, 6 Ligakupa)          |
| Döntetlenek száma                  | 14 (8 OTP Bank Liga, 3 Magyar kupa, 3 Ligakupa)           |
| Vereségek száma                    | 1 (0 OTP Bank Liga, 0 Magyar kupa, 1 Ligakupa)            |
| Szerzett gólok száma               | 103                                                       |
| Kapott gólok száma                 | 40                                                        |
| Gólkülönbség                       | +63                                                       |
| Sárga lapok                        | 98                                                        |
| Kiállítások                        | 6                                                         |
| Legtöbbet figyelmeztetett játékos  | Varga József (12 , 0 )                                    |
| Legnagyobb arányú győzelem         | Debreceni VSC 6–0 Mezőkövesd-Zsóry (2011. 10. 05.)        |
| Legnagyobb arányú vereség          | Kecskeméti TE 4–0 Debreceni VSC (2012. 03. 28.)           |
| Legmagasabb hazai nézőszám         | 10 040 néző, Debreceni VSC 4–0 Pécsi MFC (2012. 05. 12.)  |
| Legalacsonyabb hazai nézőszám      | 500 néző, Debreceni VSC 1–1 Kecskeméti TE (2012. 04. 04.) |
| Legtöbbször pályára lépett játékos | Stevo Nikolić (34 mérkőzés)                               |
| Legtöbbször pályára lépett játékos | Mészáros Norbert (34 mérkőzés)                            |
| Legtöbbször pályára lépett játékos | Korhut Mihály (34 mérkőzés)                               |
| Házi gólkirály                     | Adamo Coulibaly (22 )                                     |
| Pontok                             | 116/147 (78,91%)                                          |

### Kiírások
| Kiírás        | Statisztikák | Statisztikák | Statisztikák | Statisztikák | Statisztikák | Statisztikák | Kezdő forduló | Végső forduló/ helyezés | Mérkőzések dátumai | Mérkőzések dátumai |
| Kiírás        | M            | GY           | D            | V            | LG–KG        | GK           | Kezdő forduló | Végső forduló/ helyezés | Első               | Utolsó             |
| ------------- | ------------ | ------------ | ------------ | ------------ | ------------ | ------------ | ------------- | ----------------------- | ------------------ | ------------------ |
| OTP Bank Liga | 30           | 22           | 8            | 0            | 64–18        | +46          | —             |                         | 2011. 07. 15.      | 2012. 05. 26.      |
| Magyar kupa   | 9            | 7            | 2            | 0            | 24–12        | +12          | 3. forduló    | 1.                      | 2011. 09. 21.      | 2012. 05. 01.      |
| Ligakupa      | 10           | 6            | 3            | 1            | 21–14        | +7           | Csoportkör    | Elődöntő                | 2011. 08. 31.      | 2012. 04. 04.      |

## Mérkőzések
| Színmagyarázat | Színmagyarázat |
| -------------- | -------------- |
|                | Győzelem.      |
|                | Döntetlen.     |
|                | Vereség.       |

### Téli felkészülési mérkőzések
| 2012. január 21. |

| Debreceni VSC                   | 3 – 1               | Balmazújvárosi FC |
| ------------------------------- | ------------------- | ----------------- |
| Šimac 13' Kulcsár 20' Varga 80' | (2 – 1) Jegyzőkönyv | Sárközi 10'       |

| Oláh Gábor utcai stadion, Debrecen Nézőszám: 200 Játékvezető: Solymosi Péter (magyar) |

| 2012. január 21. |

| Debreceni VSC                     | 3 – 0               | FC Olimpia Satu Mare |
| --------------------------------- | ------------------- | -------------------- |
| Bódi 30' Alisić 35' Mokánszki 56' | (2 – 0) Jegyzőkönyv |                      |

| Oláh Gábor utcai stadion, Debrecen Nézőszám: 100 Játékvezető: Veizer Roland (magyar) |

| 2012. január 28. |

| Debreceni VSC | 1 – 1               | 1. FC Tatran Prešov |
| ------------- | ------------------- | ------------------- |
| Farkas 40'    | (1 – 0) Jegyzőkönyv | Piter-Bučko 67'     |

| Oláh Gábor utcai stadion, Debrecen Nézőszám: 200 Játékvezető: Veizer Roland (magyar) |

| 2012. január 28. |

| Debreceni VSC      | 3 – 1               | 1. FC Tatran Prešov |
| ------------------ | ------------------- | ------------------- |
| Kulcsár 4' 55' 65' | (1 – 1) Jegyzőkönyv | Coimbra 8'          |

| Oláh Gábor utcai stadion, Debrecen Nézőszám: 200 Játékvezető: Solymosi Péter (magyar) |

| 2012. február 5. |

| Debreceni VSC                                        | 4 – 0               | FK Baumit Jablonec |
| ---------------------------------------------------- | ------------------- | ------------------ |
| Coulibaly 31' 37' (11-esből) Kulcsár 40' Szakály 72' | (3 – 0) Jegyzőkönyv |                    |

| Belek, Törökország |

| 2012. február 5. |

| Debreceni VSC | 0 – 0               | Jertisz Pavlodar FK |
| ------------- | ------------------- | ------------------- |
|               | (0 – 0) Jegyzőkönyv |                     |

| Belek, Törökország |

| 2012. február 8. |

| Debreceni VSC | 1 – 2               | FK Senica               |
| ------------- | ------------------- | ----------------------- |
| Dombi 54'     | (0 – 0) Jegyzőkönyv | Kalabiška 51' Diviš 56' |

| Belek, Törökország |

| 2012. február 8. |

| Debreceni VSC | 0 – 1               | FC Steaua București |
| ------------- | ------------------- | ------------------- |
|               | (0 – 1) Jegyzőkönyv | Bicfalvi 40'        |

| Belek, Törökország |

- A szünet után félbeszakadt.

| 2012. február 11. |

| Debreceni VSC | 1 – 2               | FC Vaslui                   |
| ------------- | ------------------- | --------------------------- |
| Bódi 25'      | (1 – 2) Jegyzőkönyv | Temwanjera 34' Buhăescu 37' |

| Belek, Törökország |

| 2012. február 11. |

| Debreceni VSC              | 2 – 2               | 1. FC Slovácko |
| -------------------------- | ------------------- | -------------- |
| Szakály 39' 51' (11-esből) | (1 – 2) Jegyzőkönyv |                |

| Belek, Törökország |

| 2012. február 17. |

| Debreceni VSC            | 3 – 0               | MFK Košice |
| ------------------------ | ------------------- | ---------- |
| Ludánszki Salami Yannick | (1 – 0) Jegyzőkönyv |            |

| Oláh Gábor utcai stadion, Debrecen Nézőszám: 0 Játékvezető: Veizer Roland (magyar) |

| 2012. február 18. |

| Debreceni VSC | 1 – 1               | FC Bihor Oradea |
| ------------- | ------------------- | --------------- |
| Bouadla 52'   | (0 – 1) Jegyzőkönyv | Bîrză 30'       |

| Oláh Gábor utcai stadion, Debrecen Nézőszám: 0 Játékvezető: Takács János (magyar) |

### OTP Bank Liga

#### Őszi fordulók
| 1. forduló 2011. július 15. 18:00 |

| Debreceni VSC                                           | 5 – 2                         | Vasas SC                                |
| ------------------------------------------------------- | ----------------------------- | --------------------------------------- |
| Kulcsár 4' Coulibaly 21' 47' 55' Szakály 33' (11-esből) | (3 – 0) Jegyzőkönyv Részletek | Šimić 49' Kulcsár 52' 64' Mileusnić 32′ |

| Oláh Gábor utcai stadion, Debrecen Nézőszám: 4 300 Játékvezető: Andó-Szabó Sándor (magyar) |

| 2. forduló 2011. július 22. 18:00 |

| Zalaegerszegi TE | 0 – 2                         | Debreceni VSC           |
| ---------------- | ----------------------------- | ----------------------- |
|                  | (0 – 0) Jegyzőkönyv Részletek | Kulcsár 77' Yannick 79' |

| ZTE Aréna, Zalaegerszeg Nézőszám: 3 186 Játékvezető: Szabó Zsolt (magyar) |

| 3. forduló 2011. július 31. 18:00 |

| Debreceni VSC          | 1 – 0                         | Ferencváros                  |
| ---------------------- | ----------------------------- | ---------------------------- |
| Bódi 45' Coulibaly 45' | (1 – 0) Jegyzőkönyv Részletek | Abdi 62' Félix 78' Balog 90' |

| Oláh Gábor utcai stadion, Debrecen Nézőszám: 8 000 Játékvezető: Iványi Zoltán (magyar) |

| 4. forduló 2011. augusztus 7. 19:00 |

| Kecskeméti TE                 | 0 – 1                         | Debreceni VSC                  |
| ----------------------------- | ----------------------------- | ------------------------------ |
| Foxi 28' Ebala 45' Balogh 90' | (0 – 0) Jegyzőkönyv Részletek | Bódi 90+1' 90+2' Coulibaly 46′ |

| Széktói Stadion, Kecskemét Nézőszám: 4 000 Játékvezető: Oláh Gábor (magyar) |

| 5. forduló 2011. augusztus 14. 16:00 |

| Debreceni VSC                            | 2 – 1                         | Videoton                                                             |
| ---------------------------------------- | ----------------------------- | -------------------------------------------------------------------- |
| Kulcsár 3' Ramos 47' Korhut 31' Bódi 34' | (1 – 1) Jegyzőkönyv Részletek | Korhut 41' (öngól) Vaskó 38' André Alves 42' Lipták 74' Mitrović 83' |

| Oláh Gábor utcai stadion, Debrecen Nézőszám: 9 500 Játékvezető: Kassai Viktor (magyar) |

| 6. forduló 2011. augusztus 20. 15:00 |

| Lombard Pápa                         | 0 – 2                         | Debreceni VSC                                          |
| ------------------------------------ | ----------------------------- | ------------------------------------------------------ |
| Varga 55' Farkas 58' Lovrencsics 78' | (0 – 1) Jegyzőkönyv Részletek | Bódi 45' Nikolić 60' Šimac 37' Mészáros 55' Korhut 83' |

| Perutz Stadion, Pápa Nézőszám: 2 700 Játékvezető: Oláh Gábor (magyar) |

| 7. forduló 2011. augusztus 28. 16:00 |

| Debreceni VSC                                | 3 – 2                         | Újpest                                       |
| -------------------------------------------- | ----------------------------- | -------------------------------------------- |
| Bódi 22' Yannick 49' Coulibaly 63' Šimac 75' | (1 – 1) Jegyzőkönyv Részletek | Egerszegi 37' Simon 74' Kabát 15' Rajczi 53' |

| Oláh Gábor utcai stadion, Debrecen Nézőszám: 8 500 Játékvezető: Iványi Zoltán (magyar) |

| 8. forduló 2011. szeptember 9. 18:00 |

| BFC Siófok | 0 – 0                         | Debreceni VSC                 |
| ---------- | ----------------------------- | ----------------------------- |
| Rebryk 83' | (0 – 0) Jegyzőkönyv Részletek | Varga 20' Šimac 64′ Rezes 84' |

| Révész Géza utcai stadion, Siófok Nézőszám: 800 Játékvezető: Vad II. István (magyar) |

| 9. forduló 2011. szeptember 18. 16:00 |

| Debreceni VSC                                  | 4 – 2                         | Paksi FC      |
| ---------------------------------------------- | ----------------------------- | ------------- |
| Csehi 9' (öngól) Coulibaly 66' 90+1' Varga 75' | (1 – 0) Jegyzőkönyv Részletek | Vayer 64' 85' |

| Oláh Gábor utcai stadion, Debrecen Nézőszám: 5 400 Játékvezető: Szilasi Szabolcs (magyar) |

| 10. forduló 2011. szeptember 24. 15:00 |

| Kaposvári Rákóczi                                 | 1 – 1                         | Debreceni VSC                                  |
| ------------------------------------------------- | ----------------------------- | ---------------------------------------------- |
| Jammeh 80' Petrazzi 42' Jánvári 76' Mudreša 90+2' | (0 – 0) Jegyzőkönyv Részletek | Coulibaly 90+3' (11-esből) Varga 22' Illés 69' |

| Rákóczi Stadion, Kaposvár Nézőszám: 2 800 Játékvezető: Szabó Zsolt (magyar) |

| 11. forduló 2011. október 2. 16:00 |

| Debreceni VSC                                      | 5 – 0                         | Diósgyőr       |
| -------------------------------------------------- | ----------------------------- | -------------- |
| Bódi 22' Coulibaly 24' 40' Nikolić 65' Kulcsár 67' | (3 – 0) Jegyzőkönyv Részletek | Abdouraman 89' |

| Oláh Gábor utcai stadion, Debrecen Nézőszám: 9 700 Játékvezető: Iványi Zoltán (magyar) |

| 12. forduló 2011. október 15. 15:00 |

| Debreceni VSC                                                   | 2 – 0                         | Győri ETO                           |
| --------------------------------------------------------------- | ----------------------------- | ----------------------------------- |
| Šimac 21' Kulcsár 55' Bódi 37' Korhut 48' Bouadla 51' Varga 82' | (1 – 0) Jegyzőkönyv Részletek | Völgyi 23' Trajković 56' Dinjar 67' |

| Oláh Gábor utcai stadion, Debrecen Nézőszám: 9 500 Játékvezető: Bognár Tamás (magyar) |

| 13. forduló 2011. október 23. 18:00 |

| Pécsi MFC      | 0 – 0                         | Debreceni VSC      |
| -------------- | ----------------------------- | ------------------ |
| Šćepanović 42' | (0 – 0) Jegyzőkönyv Részletek | Bódi 24' Varga 27' |

| PMFC Stadion, Pécs Nézőszám: 4 000 Játékvezető: Vad II. István (magyar) |

| 14. forduló 2011. október 30. 16:00 |

| Debreceni VSC                                                | 1 – 1                         | Budapest Honvéd                               |
| ------------------------------------------------------------ | ----------------------------- | --------------------------------------------- |
| Szakály 23' Kulcsár 45' Coulibaly 73' Nagy 90+1' Varga 90+2' | (1 – 0) Jegyzőkönyv Részletek | Danilo 54' Hajdú 50' Lovrić 60' Torghelle 88' |

| Oláh Gábor utcai stadion, Debrecen Nézőszám: 6 500 Játékvezető: Kassai Viktor (magyar) |

| 15. forduló 2011. november 5. 17:30 |

| Haladás                                             | 0 – 1                         | Debreceni VSC                                             |
| --------------------------------------------------- | ----------------------------- | --------------------------------------------------------- |
| Skriba 65' Kenesei 67' Kovács 74' Korolovszky 90+3' | (0 – 1) Jegyzőkönyv Részletek | Rezes 20' Nagy 55' Mészáros 66' Ramos 83' Coulibaly 90+3' |

| Rohonci úti stadion, Szombathely Nézőszám: 4 900 Játékvezető: Szabó Zsolt (magyar) |

| 16. forduló 2011. november 20. 16:00 |

| Vasas                   | 0 – 0                         | Debreceni VSC |
| ----------------------- | ----------------------------- | ------------- |
| Bárányos 60' Farkas 66' | (0 – 0) Jegyzőkönyv Részletek |               |

| Illovszky Rudolf Stadion, Budapest Nézőszám: 1 500 Játékvezető: Szilasi Szabolcs (magyar) |

| 17. forduló 2011. november 26. 15:00 |

| Debreceni VSC                                                     | 5 – 2                         | Zalaegerszegi TE                                      |
| ----------------------------------------------------------------- | ----------------------------- | ----------------------------------------------------- |
| Nikolić 46' 49' 58' Nagy 55' Coulibaly 60' (11-esből) Kulcsár 80' | (0 – 2) Jegyzőkönyv Részletek | Turkovs 17' Kamber 29' 76' Szalai 27' Manu Hervás 81' |

| Oláh Gábor utcai stadion, Debrecen Nézőszám: 3 700 Játékvezető: Berger József (magyar) |

#### Tavaszi fordulók
| 18. forduló 2012. március 3. 17:30 |

| Ferencváros                              | 1 – 2                         | Debreceni VSC                                |
| ---------------------------------------- | ----------------------------- | -------------------------------------------- |
| Klein 54' Busai 34' Júnior 44' Balog 44' | (0 – 1) Jegyzőkönyv Részletek | Coulibaly 42' Szakály 80' Bódi 33' Rezes 78' |

| Albert Flórián Stadion, Budapest Nézőszám: 8 700 Játékvezető: Bognár Tamás (magyar) |

| 19. forduló 2012. március 10. 17:30 |

| Debreceni VSC                        | 2 – 1                         | Kecskeméti TE                                  |
| ------------------------------------ | ----------------------------- | ---------------------------------------------- |
| Szakály 15' 65' Nagy 90+1' Rezes 10' | (1 – 1) Jegyzőkönyv Részletek | Bertus 40' Balogh 9' Alempijević 73' Varga 78' |

| Oláh Gábor utcai stadion, Debrecen Nézőszám: 4 700 Játékvezető: Oláh Gábor (magyar) |

| 20. forduló 2012. március 18. 16:00 |

| Videoton                                       | 0 – 1               | Debreceni VSC                                                   |
| ---------------------------------------------- | ------------------- | --------------------------------------------------------------- |
| Gyurcsó 2' Oliveira 13' Tóth 28' Torghelle 69' | (0 – 0) Jegyzőkönyv | Coulibaly 63' 58' Novaković 32' Nagy 47' Korhut 56' Szakály 77' |

| Sóstói Stadion, Székesfehérvár Nézőszám: 8 120 Játékvezető: Iványi Zoltán (magyar) |

| 21. forduló 2012. március 24. 15:00 |

| Debreceni VSC                        | 2 – 2               | Lombard Pápa                                      |
| ------------------------------------ | ------------------- | ------------------------------------------------- |
| Kulcsár 6' Coulibaly 50' Bouadla 44' | (1 – 0) Jegyzőkönyv | Tóth 56' 38' Benko 67' Balogh 58' Rodenbücher 75' |

| Oláh Gábor utcai stadion, Debrecen Nézőszám: 5 500 Játékvezető: Becséri Dániel (magyar) |

| 22. forduló 2012. április 1. 16:00 |

| Újpest                                        | 1 – 5               | Debreceni VSC                                                                                |
| --------------------------------------------- | ------------------- | -------------------------------------------------------------------------------------------- |
| Kabát 83' (11-esből) Litauszki 26' Lipták 55' | (0 – 3) Jegyzőkönyv | Szakály 8' Bódi 21' 73' Coulibaly 39' 59' Nagy 24' Nikolić 42' Varga 58' Rezes 78' Illés 82' |

| Szusza Ferenc Stadion, Budapest Nézőszám: 4 312 Játékvezető: Szabó Zsolt (magyar) |

| 23. forduló 2012. április 7. 15:00 |

| Debreceni VSC                     | 1 – 1               | BFC Siófok                                                       |
| --------------------------------- | ------------------- | ---------------------------------------------------------------- |
| Mészáros 57' Nagy 36' Szakály 63' | (0 – 0) Jegyzőkönyv | Šimac 80' (öngól) Egerszegi 34' Heffler 64' Kiss 83' Kecskés 88' |

| Oláh Gábor utcai stadion, Debrecen Nézőszám: 5 300 Játékvezető: Berke Balázs (magyar) |

| 24. forduló 2012. április 14. 15:00 |

| Paksi FC              | 0 – 0               | Debreceni VSC                                 |
| --------------------- | ------------------- | --------------------------------------------- |
| Hrepka 65' Sifter 68' | (0 – 0) Jegyzőkönyv | Mészáros 15' Varga 36' Coulibaly 38' Bódi 53' |

| Fehérvári úti stadion, Paks Nézőszám: 2 543 Játékvezető: Andó-Szabó Sándor (magyar) |

| 25. forduló 2012. április 22. 18:30 |

| Debreceni VSC                                 | 3 – 0                         | Kaposvári Rákóczi      |
| --------------------------------------------- | ----------------------------- | ---------------------- |
| Korhut 7' 90+2′ Méyé 28' Bouadla 36' Máté 89' | (3 – 0) Jegyzőkönyv Részletek | Farkas 34' Jánvári 35' |

| Oláh Gábor utcai stadion, Debrecen Nézőszám: 4 200 Játékvezető: Vad II. István (magyar) |

| 26. forduló 2012. április 28. 17:30 |

| Diósgyőr              | 0 – 2               | Debreceni VSC                                                          |
| --------------------- | ------------------- | ---------------------------------------------------------------------- |
| Fernando 26' Nagy 56' | (0 – 0) Jegyzőkönyv | Coulibaly 56' (11-esből) 80' Nagy 18' Nikolov 27' Varga 63' Farkas 69' |

| DVTK-stadion, Miskolc Nézőszám: 7 800 Játékvezető: Szilasi Szabolcs (magyar) |

| 27. forduló 2012. május 6. 18:00 |

| Győri ETO                                                                           | 1 – 2               | Debreceni VSC                         |
| ----------------------------------------------------------------------------------- | ------------------- | ------------------------------------- |
| Varga 32' Babić 35' Kamber 52' Střeštík 57' Pátkai 66' Ahjupera 82' Trajković 90+3' | (1 – 1) Jegyzőkönyv | Szakály 38' Coulibaly 65' Bouadla 28' |

| ETO Park, Győr Nézőszám: 10 000 Játékvezető: Bognár Tamás (magyar) |

| 28. forduló 2012. május 12. 17:30 |

| Debreceni VSC                                                                     | 4 – 0               | Pécsi MFC   |
| --------------------------------------------------------------------------------- | ------------------- | ----------- |
| Nagy 23' (öngól) Bouadla 41' Bódi 44' Kulcsár 55' Máté 11' Varga 63' Mészáros 86' | (3 – 0) Jegyzőkönyv | Marović 40' |

| Oláh Gábor utcai stadion, Debrecen Nézőszám: 10 040 Játékvezető: Farkas Ádám (magyar) |

| 29. forduló 2012. május 20. 16:00 |

| Budapest Honvéd | 0 – 3               | Debreceni VSC                                          |
| --------------- | ------------------- | ------------------------------------------------------ |
| Németh 74'      | (0 – 1) Jegyzőkönyv | Rezes 33' Bouadla 75' Coulibaly 80' Varga 42' Méyé 54' |

| Bozsik József Stadion, Budapest Nézőszám: 2 000 Játékvezető: Németh Ádám (magyar) |

| 30. forduló 2012. május 26. 18:00 |

| Debreceni VSC                                                | 2 – 0               | Haladás              |
| ------------------------------------------------------------ | ------------------- | -------------------- |
| Mészáros 21' Coulibaly 54' (11-esből) Bouadla 68' Korhut 72' | (0 – 0) Jegyzőkönyv | Tóth 53' Guzmics 67' |

| Oláh Gábor utcai stadion, Debrecen Nézőszám: 10 000 Játékvezető: Vad II. István (magyar) |

#### Végeredmény
| #   | Csapat            | M  | GY | D  | V  | G+ – G– | GK  | P                                                      | Megjegyzések                                   |
| --- | ----------------- | -- | -- | -- | -- | ------- | --- | ------------------------------------------------------ | ---------------------------------------------- |
| 1.  | Debreceni VSC     | 30 | 22 | 8  | 0  | 64–18   | +46 | 74                                                     | 2012–2013-as Bajnokok Ligája – 2. selejtezőkör |
| 2.  | Videoton          | 30 | 21 | 3  | 6  | 58–19   | +39 | 66                                                     | 2012–2013-as Európa-liga – 2. selejtezőkör     |
| 3.  | Győri ETO         | 30 | 20 | 3  | 7  | 56–31   | +25 | 63 \|style="background-color: #FAFAFA;"\|              |                                                |
| 4.  | Budapest Honvéd   | 30 | 13 | 7  | 10 | 48–40   | +8  | 46                                                     | 2012–2013-as Európa-liga – 1. selejtezőkör     |
| 5.  | Kecskeméti TE     | 30 | 13 | 6  | 11 | 48–38   | +10 | 45 \|rowspan="10" style="background-color: #FAFAFA;"\| |                                                |
| 6.  | Paksi FC          | 30 | 12 | 9  | 9  | 47–51   | −4  | 45                                                     |                                                |
| 7.  | Diósgyőr          | 30 | 13 | 4  | 13 | 42–43   | −1  | 43                                                     |                                                |
| 8.  | Haladás           | 30 | 9  | 11 | 10 | 39–37   | +2  | 38                                                     |                                                |
| 9.  | BFC Siófok        | 30 | 9  | 9  | 12 | 30–41   | −11 | 36                                                     |                                                |
| 10. | Kaposvári Rákóczi | 30 | 7  | 14 | 9  | 35–42   | −7  | 35                                                     |                                                |
| 11. | Ferencváros       | 30 | 9  | 7  | 14 | 31–36   | −5  | 34                                                     |                                                |
| 12. | Pécsi MFC         | 30 | 8  | 10 | 12 | 36–50   | −14 | 34                                                     |                                                |
| 13. | Újpest            | 30 | 8  | 8  | 14 | 34–46   | −12 | 32                                                     |                                                |
| 14. | Lombard Pápa      | 30 | 8  | 6  | 16 | 26–40   | −14 | 30                                                     |                                                |
| 15. | Vasas             | 30 | 5  | 9  | 16 | 29–51   | −22 | 22                                                     | NB II                                          |
| 16. | Zalaegerszegi TE  | 30 | 1  | 10 | 19 | 25–65   | −40 | 13                                                     | NB II                                          |

Forrás: MLSZ adatbank 
A rangsorolás alapszabályai: 1. összpontszám, 2. győzelmek száma, 3. gólkülönbség, 4. szerzett gólok száma, 5. egymás elleni eredmények összpontszáma,  6. egymás elleni eredmények gólkülönbsége, 7. egymás elleni eredmények szerzett góljainak száma, 8. egymás elleni eredmények idegenben szerzett góljainak száma.
A Vasastól két pontot levontak.
(B): Bajnokcsapat, (K): Kieső csapat, (F): Feljutó csapat, (I): Kupainduló, (R): A rájátszás győztese, (KGY): Kupagyőztes

Jegyzet
- A Győri ETO-t az UEFA eltiltotta a nemzetközi kupaszerepléstől, ezért a negyedik helyezett csapat indulhatott a 2012–13-as Európa-ligában.[2]

#### Eredmények összesítése
Az alábbi táblázatban összesítve szerepelnek a Debreceni VSC 2009/10-es bajnokságban elért eredményei.
| Ősz/tavasz (forduló)    | Otthon | Otthon | Otthon | Otthon | Otthon | Otthon | Otthon | Idegenben | Idegenben | Idegenben | Idegenben | Idegenben | Idegenben | Idegenben |
| Ősz/tavasz (forduló)    | M      | GY     | D      | V      | LG–KG  | GK     | P      | M         | GY        | D         | V         | LG–KG     | GK        | P         |
| ----------------------- | ------ | ------ | ------ | ------ | ------ | ------ | ------ | --------- | --------- | --------- | --------- | --------- | --------- | --------- |
| Őszi szezon (1–17.)     | 9      | 8      | 1      | 0      | 28–10  | +18    | 25     | 8         | 4         | 4         | 0         | 7–1       | +6        | 16        |
| Tavaszi szezon (18–30.) | 6      | 4      | 2      | 0      | 14–4   | +10    | 14     | 7         | 6         | 1         | 0         | 15–3      | +12       | 19        |
| Összesen (1–30.)        | 15     | 12     | 3      | 0      | 42–14  | +28    | 39     | 15        | 10        | 5         | 0         | 22–4      | +18       | 35        |

#### Helyezések fordulónként
| Forduló  | 1  | 2  | 3  | 4  | 5  | 6  | 7  | 8 | 9  | 10 | 11 | 12 | 13 | 14 | 15 | 16 | 17 | 18 | 19 | 20 | 21 | 22 | 23 | 24 | 25 | 26 | 27 | 28 | 29 | 30 |
| -------- | -- | -- | -- | -- | -- | -- | -- | - | -- | -- | -- | -- | -- | -- | -- | -- | -- | -- | -- | -- | -- | -- | -- | -- | -- | -- | -- | -- | -- | -- |
| Helyszín | O  | I  | O  | I  | O  | I  | O  | I | O  | I  | O  | O  | I  | O  | I  | I  | O  | I  | O  | I  | O  | I  | O  | I  | O  | I  | I  | O  | I  | O  |
| Eredmény | GY | GY | GY | GY | GY | GY | GY | D | GY | D  | GY | GY | D  | D  | GY | D  | GY | GY | GY | GY | D  | GY | D  | D  | GY | GY | GY | GY | GY | GY |
| Helyezés | 1  | 1  | 1  | 1  | 1  | 1  | 1  | 1 | 1  | 1  | 1  | 1  | 1  | 1  | 1  | 1  | 1  | 1  | 1  | 1  | 1  | 1  | 1  | 1  | 1  | 1  | 1  | 1  | 1  | 1  |

Helyszín: O = Otthon; I = Idegenben. Eredmény: GY = Győzelem; D = Döntetlen; V = Vereség.

#### Dobogós gólszerzők
A táblázatban csak a bajnokságban szerzett gólok vannak feltüntetve.
| Név             | Gól |
| --------------- | --- |
| Adamo Coulibaly | 20  |
| Bódi Ádám       | 8   |
| Kulcsár Tamás   | 7   |

### Magyar kupa
3. forduló
| 2011. szeptember 21. 15:30 |

| Kazincbarcikai SC         | 1 – 5               | Debreceni VSC                      |
| ------------------------- | ------------------- | ---------------------------------- |
| Kovács 62' Toplenszki 54' | (0 – 3) Jegyzőkönyv | Nikolić 5' 13' Kulcsár 45' 70' 83' |

| Kazincbarcika Nézőszám: 1.000 Játékvezető: Takács János (magyar) |

4. forduló
| 2011. október 26. 14:00 |

| Ceglédi VSE                     | 0 – 2               | Debreceni VSC                                         |
| ------------------------------- | ------------------- | ----------------------------------------------------- |
| Vincze 73' Koncz 77' Fekete 90′ | (0 – 0) Jegyzőkönyv | Nikolić 55' Zahovaiko 60' 90′ Bernáth 43' Mardare 83′ |

| CVSE Malomtó széli sporttelep, Cegléd Nézőszám: 1.000 Játékvezető: Becséri Dániel (magyar) |

5. forduló
| 2011. november 30. 16:45 |

| Kecskeméti TE | 1 – 2               | Debreceni VSC                           |
| ------------- | ------------------- | --------------------------------------- |
| Bori 55'      | (0 – 2) Jegyzőkönyv | Coulibaly 5' Korhut 20' 35' Yannick 14' |

| Széktói Stadion, Kecskemét Nézőszám: 400 Játékvezető: Bognár Tamás (magyar) |

| 2011. december 3. 15:00 |

| Debreceni VSC                                    | 1 – 1               | Kecskeméti TE            |
| ------------------------------------------------ | ------------------- | ------------------------ |
| Kulcsár 89' 88' Rezes 67' Varga 70' Mészáros 89' | (0 – 1) Jegyzőkönyv | Mohl 41' 90+2′ Čukić 63' |

| Oláh Gábor utcai stadion, Debrecen Nézőszám: 2.700 Játékvezető: Vad II. István (magyar) |

Negyeddöntő
| 2012. február 25. 14:00 |

| Kaposvári Rákóczi     | 0 – 1               | Debreceni VSC                     |
| --------------------- | ------------------- | --------------------------------- |
| Grumić 29' Graszl 86′ | (0 – 0) Jegyzőkönyv | Coulibaly 81' Varga 39' Šimac 47' |

| Rákóczi Stadion, Kaposvár Nézőszám: 1.000 Játékvezető: Németh Ádám (magyar) |

| 2012. március 13. 18:00 |

| Debreceni VSC      | 0 – 0               | Kaposvári Rákóczi                |
| ------------------ | ------------------- | -------------------------------- |
| Ramos 51' Méyé 70' | (0 – 0) Jegyzőkönyv | Kovács 38′ Farkas 55' Jammeh 64′ |

| Oláh Gábor utcai stadion, Debrecen Nézőszám: 1.500 Játékvezető: Szilasi Szabolcs (magyar) |

Elődöntő
| 2012. március 21. 19:15 |

| Debreceni VSC                        | 2 – 1               | Újpest                          |
| ------------------------------------ | ------------------- | ------------------------------- |
| Méyé 4' Bertucci 48' 66' Kulcsár 29' | (1 – 1) Jegyzőkönyv | Kabát 38' Kiss 44' Balogh 90+2' |

| Oláh Gábor utcai stadion, Debrecen Nézőszám: 3.500 Játékvezető: Farkas Ádám (magyar) |

| 2012. április 11. 18:00 |

| Újpest                                       | 1 – 3               | Debreceni VSC                                                |
| -------------------------------------------- | ------------------- | ------------------------------------------------------------ |
| Kabát 55' Pollák 33' Rajczi 62' Jevtić 90+2' | (0 – 0) Jegyzőkönyv | Bódi 58' 84' Szakály 90' 63' Nikolov 55' Máté 68' Korhut 71' |

| Szusza Ferenc Stadion, Budapest Nézőszám: 3.327 Játékvezető: Bognár Tamás (magyar) |

Döntő
| 2012. május 1. 18:00 |

| MTK Budapest                                            | 3 – 3                         | Debreceni VSC                                               |
| ------------------------------------------------------- | ----------------------------- | ----------------------------------------------------------- |
| Könyves 45' Ladányi 62' Zsidai 87' Vukmir 12' Wolfe 71' | (1 – 0) Jegyzőkönyv Részletek | Bouadla 51' Szakály 55' 89' Nikolov 60′ Nagy 80' Korhut 94' |

| Puskás Ferenc Stadion, Budapest Nézőszám: 5.000 Játékvezető: Szabó Zsolt (magyar) |

- Tizenegyesekkel (7 – 8) a Debreceni VSC lett a 2012-es magyar labdarúgókupa győztese.

### Ligakupa

#### Csoportkör (E csoport)
| 1. forduló 2011. augusztus 31. 17:00 |

| Debreceni VSC                      | 2 – 1               | Diósgyőri VTK            |
| ---------------------------------- | ------------------- | ------------------------ |
| Bouadla 43' Alisić 58' Bernáth 40' | (1 – 0) Jegyzőkönyv | Máté 73' (öngól) Gal 31' |

| Oláh Gábor utcai stadion, Debrecen Nézőszám: 1 200 Játékvezető: Karakó Ferenc (magyar) |

| 2. forduló 2011. szeptember 7. 16:00 |

| Vasas-Híd                                        | 3 – 3               | Debreceni VSC                                      |
| ------------------------------------------------ | ------------------- | -------------------------------------------------- |
| Ferkó 27' Beliczky 34' Mehmedagić 67' Kovács 89' | (2 – 1) Jegyzőkönyv | Alisić 42' Szilágyi 73' Ludánszki 80' Bertucci 56' |

| Illovszky Rudolf Stadion, Budapest Nézőszám: 200 Játékvezető: Kovács Gábor (magyar) |

| 3. forduló 2011. október 5. 15:00 |

| Debreceni VSC                                                            | 6 – 0               | Mezőkövesd-Zsóry |
| ------------------------------------------------------------------------ | ------------------- | ---------------- |
| Bertucci 23' 55' Zahovaiko 42' 84' Ferenczi 52' 89' Alisić 46' Dombi 82' | (2 – 0) Jegyzőkönyv | Ur 4′            |

| Oláh Gábor utcai stadion, Debrecen Nézőszám: 1 200 Játékvezető: Farkas Tibor (magyar) |

| 4. forduló 2011. október 12. 15:00 |

| Mezőkövesd-Zsóry | 0 – 1               | Debreceni VSC         |
| ---------------- | ------------------- | --------------------- |
| Bagi 63'         | (0 – 1) Jegyzőkönyv | Rezes 43' Nikolov 81' |

| Városi stadion (Mezőkövesd), Mezőkövesd Nézőszám: 600 Játékvezető: Kovács J. Zoltán (magyar) |

| 5. forduló 2011. november 8. 18:00 |

| Debreceni VSC                                              | 5 – 4               | Vasas-Híd                                                     |
| ---------------------------------------------------------- | ------------------- | ------------------------------------------------------------- |
| Alisić 28' Zahovaiko 33' 44' Ferenczi 50' Mijadinoszki 71' | (3 – 0) Jegyzőkönyv | Hudson-Odoi 51' 90+2' Mészáros 63' Máté 67' (öngól) Soare 80' |

| Oláh Gábor utcai stadion, Debrecen Nézőszám: 1 300 Játékvezető: Fenyvesi Szabolcs (magyar) |

| 6. forduló 2011. november 16. 16:30 |

| Diósgyőri VTK | 0 – 1               | Debreceni VSC                        |
| ------------- | ------------------- | ------------------------------------ |
| Raković 86'   | (0 – 1) Jegyzőkönyv | Alisić 40' Ramos 21' Spitzmüller 71' |

| DVTK-stadion, Miskolc Nézőszám: 1 500 Játékvezető: Németh Ádám (magyar) |

#### Végeredmény
| Csapat           | M | Gy | D | V | G+ | G– | Gk  | P  |
| ---------------- | - | -- | - | - | -- | -- | --- | -- |
| Debreceni VSC    | 6 | 5  | 1 | 0 | 18 | 8  | +10 | 16 |
| Diósgyőr         | 6 | 3  | 1 | 2 | 12 | 5  | +7  | 10 |
| Mezőkövesd-Zsóry | 6 | 1  | 1 | 4 | 7  | 18 | –11 | 4  |
| Vasas            | 6 | 0  | 3 | 3 | 12 | 18 | –6  | 3  |

#### Negyeddöntő
| 2012. február 28. 16:30 |

| Paksi FC               | 0 – 1               | Debreceni VSC                                       |
| ---------------------- | ------------------- | --------------------------------------------------- |
| Vayer 44' Sifter 90+3' | (0 – 0) Jegyzőkönyv | Spitzmüller 54' 58' Nikolov 33' Szűcs 38' Dombi 89' |

| Fehérvári úti stadion, Paks Nézőszám: 100 Játékvezető: Farkas Ádám (magyar) |

| 2012. március 6. 18:00 |

| Debreceni VSC        | 1 – 1               | Paksi FC                                             |
| -------------------- | ------------------- | ---------------------------------------------------- |
| Méyé 12' Nikolić 34' | (1 – 1) Jegyzőkönyv | Ludánszki 24' (öngól) Eppel 13' Sipeki 16' Gévay 77' |

| Oláh Gábor utcai stadion, Debrecen Nézőszám: 1 200 Játékvezető: Takács János (magyar) |

#### Elődöntő
| 2012. március 28. 18:00 |

| Kecskeméti TE                                              | 4 – 0               | Debreceni VSC |
| ---------------------------------------------------------- | ------------------- | ------------- |
| Tököli 9' 30' (11-esből) Litsingi 44' Lencse 74' Čukić 47' | (3 – 0) Jegyzőkönyv | Illés 81'     |

| Széktói Stadion, Kecskemét Nézőszám: 500 Játékvezető: Bognár Tamás (magyar) |

| 2012. április 4. 18:00 |

| Debreceni VSC                                 | 1 – 1               | Kecskeméti TE                                      |
| --------------------------------------------- | ------------------- | -------------------------------------------------- |
| Farkas 23' Bernáth 13' Ludánszki 24' Máté 30' | (1 – 0) Jegyzőkönyv | Tököli 54' Litsingi 20' Balogh 22' Alempijević 74' |

| Oláh Gábor utcai stadion, Debrecen Nézőszám: 500 Játékvezető: Takács János (magyar) |